# Ulica Graniczna w Zamościu
Ulica Graniczna – zamojska ulica jednojezdniowa na os. Powiatowa, która jest drogą osiedlową i jednocześnie wyznacza północną granicę tego osiedla.

## Historia
W okresie międzywojennym ulica ta była drogą gruntową, utwardzoną po II wojnie światowej. Od dłuższego czasu wyznaczała ona północną granicę miasta (stąd zapewne nazwa) i przez ten fakt zapisuje się ona do historii miasta. Jednak w 1973 roku nastąpiła zmiana granic miasta (2 lata przed powstaniem województwa zamojskiego), przez co ul. Graniczna oddaliła się o ok. 1 km od granicy Zamościa.

### Nazwa
Nazwa ulicy została nadana w latach powojennych, co nawiązuje do pobliskiej granicy miasta.

## Obecnie
Obecnie ulica ta ma charakter drogi osiedlowej, przy której skupiają się domy jednorodzinne (głównie po północnej stronie, już w granicach Os. Rataja, tam też znajduje się Sala Królestwa Świadków Jehowy).
Wyjątek stanowi jedynie niewielki teren przy wschodnim odcinku ulicy (przy skrzyżowaniu z ul. Powiatową), gdzie znajdują się bloki małego Os. Energetyk (sięgające po ul. W. Sikorskiego).
Przez niemal całą długość po jej południowej stronie ciągną się ogrody działkowe (im. Sz. Szymonowica), sięgające po równolegle biegnącą ul. W. Sikorskiego (z przejściem przez działki między tymi ulicami).
Przy skrzyżowaniu z ul. Lubelską po południowej stronie znajduje się także CH Galeria Revia Park, które jest jedynym większym obiektem handlowym w pobliżu ulicy. 
W 2007 roku przeprowadzono gruntowny remont ul. Granicznej (w 2006 rozpoczęto prace) - otrzymała nową nawierzchnię asfaltową, ułożono też nowe chodniki (w tym chodnik pieszo-rowerowy).